# Isabelle Faust

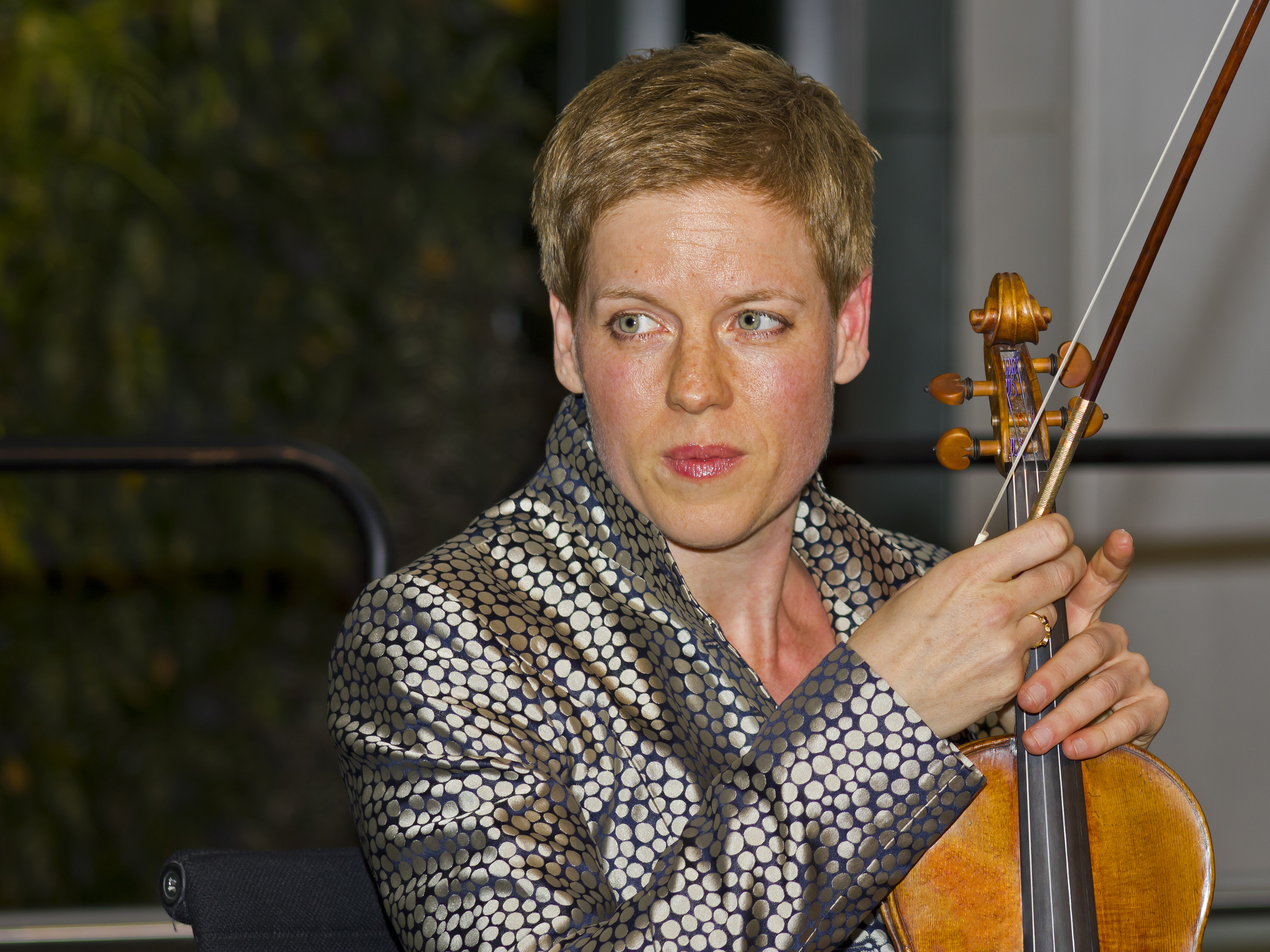
Isabelle Faust (2012)

Isabelle Faust (* 19. März 1972 in Esslingen am Neckar) ist eine deutsche Violinistin.

## Leben
Isabelle Faust erhielt ihren ersten Violinunterricht im Alter von fünf Jahren. Nach einer Ausbildung bei Christoph Poppen und Dénes Zsigmondy gewann sie 1987 den 1. Internationalen Violinwettbewerb Leopold Mozart (Mozartpreis – 1. Preis) in Augsburg. 1990 verlieh ihr die Stadt Rovigo den Premio Quadrivio. 1993 gewann sie den Wettbewerb um den Premio Paganini in Genua. 1994 erhielt sie den Förderpreis des Landes Nordrhein-Westfalen.
Damit begann eine internationale Konzertkarriere mit einer großen Anzahl renommierter Orchester, darunter die Münchner Philharmoniker, das Gewandhausorchester Leipzig, das Orchestre de Paris und das Tokyo Metropolitan Symphony Orchestra. Ihren ersten Auftritt in den USA hatte Isabelle Faust 1995, als sie gemeinsam mit dem Utah Symphony Orchestra unter Joseph Silverstein das Violinkonzert Nr. 1 von Nicolò Paganini aufführte. Unter den Dirigenten, mit denen sie zusammengearbeitet hat, befanden und befinden sich Yehudi Menuhin, Michael Gielen, Heinz Holliger, Marek Janowski, Mariss Jansons, Gary Bertini, Helmuth Rilling, James Levine und Claudio Abbado.
Ihr Repertoire umfasst die gesamte Bandbreite der Violinliteratur. Ihre erste CD-Einspielung von 1997, die Solo-Violinsonate und die Violinsonate Nr. 1 für Violine und Klavier von Béla Bartók, erhielt den Grammofonpreis Young Artist of the Year. Gemeinsam mit dem Münchener Kammerorchester unter ihrem Lehrer Christoph Poppen spielte sie sämtliche Violinkonzerte von Joseph Haydn ein. 2002 erhielt sie für ihre Aufnahme des Concerto funèbre von Karl Amadeus Hartmann den Cannes Classical Award. Für Harmonia Mundi hat Isabelle Faust neben wichtigen kammermusikalischen Werken auch die Violinkonzerte von Dvořák, Beethoven, Schumann, Brahms, Jolivet und Martinů eingespielt. Mehrfach musizierte sie zusammen mit dem russischen Pianisten Alexander Melnikow. Beiden Musikern wird eine fruchtbare Zusammenarbeit bescheinigt. Mit dem Cembalisten Kristian Bezuidenhout spielte sie 2017 auf einer Geige von Jakob Stainer J. S. Bachs Sonaten BWV 1014–1019 für obligates Cembalo und Violine ein.
2004 wurde Faust zur Professorin für Violine an die Universität der Künste in Berlin berufen. Diese Professur gab sie nach drei Jahren aus Zeitnot auf. Sie gibt bis zu 120 Konzerte im Jahr. In der Saison 2023/2024 war sie Artist in Residence beim SWR.
Isabelle Faust spielt die „Sleeping Beauty“, welche auch „Dornröschen“-Stradivari genannt wird. Baujahr der Geige ist 1704. Sie ist eine Leihgabe der L-Bank.
Sie ist verheiratet und lebt mit ihrem Mann, den sie während ihres siebenjährigen Aufenthalts in Paris kennengelernt hat, und dem gemeinsamen Sohn in Berlin-Charlottenburg.

## Auszeichnungen
2024: Opus Klassik in der Kategorie Instrumentalistin des Jahres